# Muestreo de Gibbs

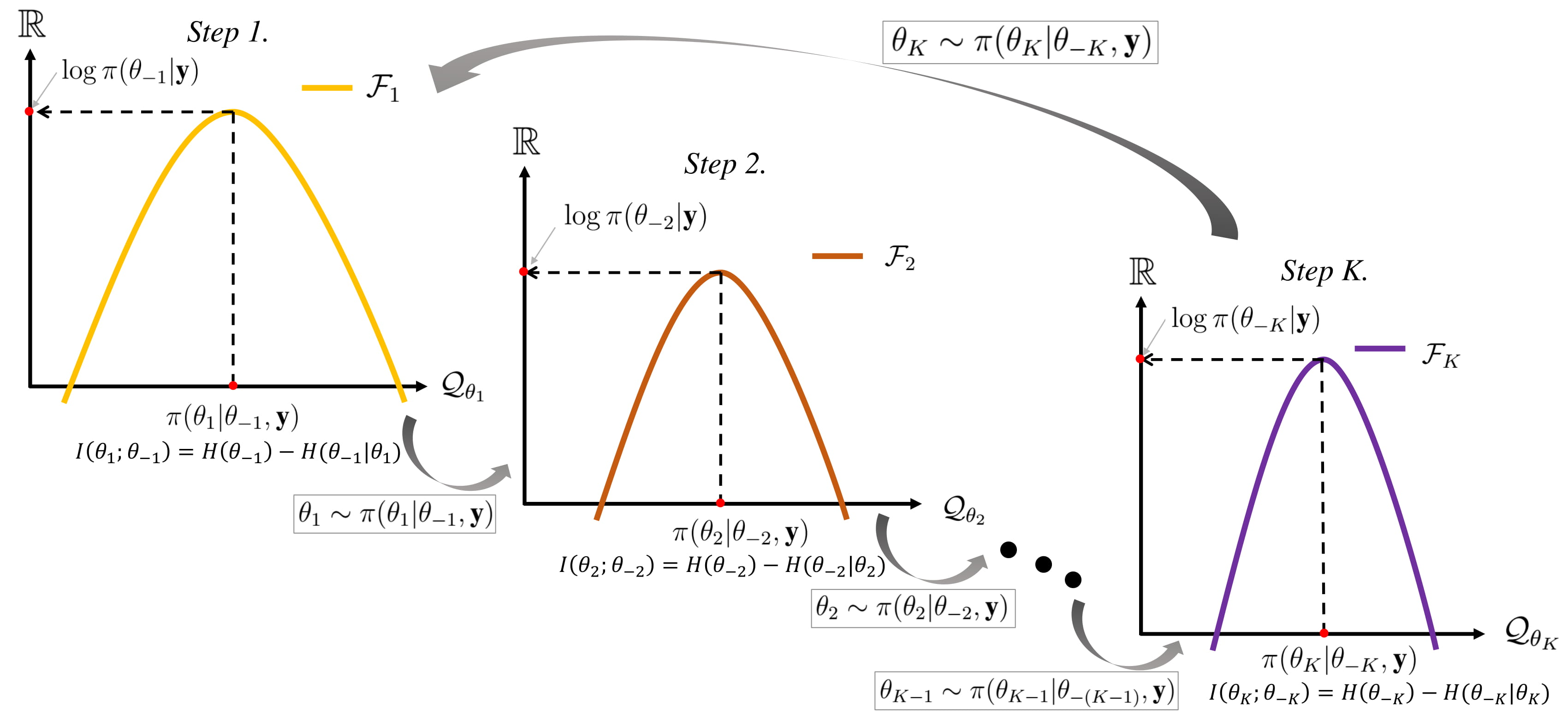
Proceso de un muestreo de Gibbs.

En matemáticas y física, el muestreo de Gibbs es un algoritmo para generar una muestra aleatoria a partir de la distribución de probabilidad conjunta de dos o más variables aleatorias. Se trata de un caso especial del algoritmo de Metropolis-Hastings y, por lo tanto, del MCMC.
Recibe su nombre del físico Willard Gibbs en referencia a sus trabajos en física estadística, aunque él fue descrito por los hermanos Stuart y Donald Geman en 1984, alrededor de ochenta años después de la muerte de Gibbs.